# Österreichische Unabhängigkeitserklärung
Als österreichische Unabhängigkeitserklärung wird die am 27. April 1945 im Wiener Rathaus von Vertretern der drei Gründungsparteien der Zweiten Republik (SPÖ, ÖVP und KPÖ) unterzeichnete Proklamation über die Selbstständigkeit Österreichs bezeichnet, mit welcher der „Anschluss“  Österreichs an das Deutsche Reich vom 13. März 1938 für null und nichtig erklärt wurde. Die Erklärung war als politische sowie verfassungs- und staatsrechtliche Willenserklärung Basis für die am gleichen Tag erfolgte Konstituierung der Provisorischen Staatsregierung unter Vorsitz von Karl Renner.

## Entstehung
Am 29. März 1945 hatte die Rote Armee, aus Ungarn kommend, die deutsche Reichsgrenze und ehemalige österreichische Staatsgrenze überschritten. Am 13. April konnte sie den Kampf um Wien, bei dem rund 19.000 Wehrmachts- und 18.000 sowjetische Soldaten starben, für sich entscheiden. Im späten April und Anfang Mai drangen zudem die Westalliierten von Westen her in die „Donau- und Alpenreichsgaue“ vor, so dass zum Zeitpunkt der Kapitulation der deutschen Streitkräfte am 8. Mai 1945, die den Zweiten Weltkrieg in Europa beendete, weite Teile des heutigen Österreichs unter der Kontrolle der vier Siegermächte standen.
In der Moskauer Deklaration von 1943 hatten die Alliierten (USA, Großbritannien und Sowjetunion, wenig später auch das „Französische Komitee für die Nationale Befreiung“) festgelegt, dass sie den Anschluss Österreichs und des Sudetenlandes 1938 an das Deutsche Reich für null und nichtig erachten und die Befreiung Österreichs eines ihrer Kriegsziele sei. Schon seit 1941 gab es sowjetische Pläne, nach Kriegsende den Staat Österreich wiederherzustellen. Vor der Übereinkunft der Alliierten hatte es, vor allem in Großbritannien, auch andere Denkmodelle gegeben, die neben einem eigenen Staat auch einen föderalistischen „Alpenstaat“ mit Bayern oder eine „Donaukonföderation“, ähnlich der ehemaligen Donaumonarchie, beinhalteten.
Am 3. April 1945 hatte Karl Renner, der erste Staatskanzler der Ersten Republik, Kontakt mit den sowjetischen Truppen aufgenommen, die in das Burgenland vorgedrungen waren. Von den Sowjets erhielt er die Zustimmung zur Bildung einer neuen österreichischen Regierung. In der Folge kam es am 14. April zur Gründung der SPÖ (aus Sozialdemokraten und „Revolutionären Sozialisten“) in Wien sowie am 17. April der ÖVP (Christlichsoziale und Landbund) und der KPÖ.
Am 27. April 1945 – also noch vor dem Ende des Zweiten Weltkrieges – wurde von diesen drei Parteien die Unabhängigkeit Österreichs erklärt. Am gleichen Tag trat die neu gebildete provisorische Staatsregierung zusammen (zehn Vertreter der SPÖ, neun der ÖVP, sieben der KPÖ und drei Unabhängige). Die Vertreter der KPÖ kamen zumeist direkt aus Moskau, wo sie im Exil gelebt hatten; die Vertreter der beiden anderen Parteien waren im Land verblieben, ihre ins westliche Ausland geflüchteten Gesinnungsgenossen konnten erst ab Sommer 1945 nach Wien zurückkehren. Renner, der ursprünglich nur bei der Konstituierung behilflich sein wollte, wurde Vorsitzender der Regierung und somit Staatskanzler. Ziel der Regierung war die Wiederherstellung der Österreichischen Republik auf der Grundlage der Verfassung von 1920 und der Novelle von 1929.
Zunächst wurde die Regierung einzig von der Sowjetunion anerkannt und war de facto nur in der sowjetisch besetzten Zone im Osten Österreichs voll wirkmächtig; Renner, dem Stalin zuvor sein Vertrauen ausgesprochen hatte (er kannte Renner noch aus der Zeit vor dem Zweiten Weltkrieg), stand bei den Westalliierten sogar im Verdacht, mit den Sowjets zu kollaborieren. Erst am 20. Oktober 1945 folgten die USA, Großbritannien und Frankreich per Beschluss des Alliierten Rates. Am 25. November 1945 fanden die ersten Nationalratswahlen statt.

## Inhalt
Die Unabhängigkeitserklärung besteht aus zwei Teilen. In der Präambel wird auf das völkerrechtswidrige Zustandekommen der Vereinigung und auf das ausbeuterische Verhalten des Deutschen Reichs gegenüber Österreich hingewiesen. Des Weiteren wird auf den Willen der Alliierten hingewiesen, ein freies und unabhängiges Österreich wieder erstehen lassen zu wollen. Im Anschluss folgt die eigentliche Unabhängigkeitserklärung.
Aus zeitgeschichtlicher Sicht ist bemerkenswert, dass in der Präambel Entrechtung, Beraubung, Vertreibung und Ermordung jüdischer Österreicher und anderer „rassischer“ und religiöser Minderheiten (zum Beispiel Roma und Sinti, Zeugen Jehovas) verschwiegen werden, ebenso die Beteiligung zahlreicher Österreicher am Terrorregime und am Völkermord.

### Präambel
- Angesichts der Tatsache, dass der Anschluss des Jahres 1938 nicht, wie dies zwischen zwei souveränen Staaten selbstverständlich ist, zur Wahrung aller Interessen durch Verhandlungen von Staat zu Staat vereinbart und durch Staatsverträge abgeschlossen, sondern durch militärische Bedrohung von außen und den hochverräterischen Terror einer nazifaschistischen Minderheit eingeleitet, einer wehrlosen Staatsleitung abgelistet und abgepreßt, endlich durch militärische kriegsmäßige Besetzung des Landes dem hilflos gewordenen Volke Österreichs aufgezwungen worden ist,

- angesichts der weiteren Tatsachen, dass die so vollzogene Annexion des Landes sofort mißbraucht worden ist, alle zentralen staatlichen Einrichtungen der ehemaligen Bundesrepublik Österreich, seine Ministerien und sonstigen Regierungseinrichtungen zu beseitigen und deren Bestände nach Berlin wegzuführen, so den historisch gewordenen einheitlichen Bestand Österreichs aufzulösen und vollkommen zu zerstören, Österreichs Hauptstadt Wien, die vielhundertjährige glorreiche Residenzstadt, zu einer Provinzstadt zu degradieren, die Bundesländer aller ihrer geschichtlichen Selbstregierungsrechte zu berauben und zu willenlosen Verwaltungssprengeln unberufener und dem Volke unverantwortlicher Statthalter zu machen,

- und darüber hinaus angesichts der Tatsachen, dass diese politische Annexion Österreichs zur wirtschaftlichen und kulturellen Beraubung Wiens und der österreichischen Bundesländer ausgenützt und mißbraucht worden ist, die Österreichische Nationalbank aufzuheben und ihren Goldschatz nach Berlin zu entführen, alle großen Unternehmungen Österreichs reichsdeutschen Firmen einzuverleiben und so das österreichische Volk aller selbständigen Verfügung über die natürlichen Quellen seines Wohlstandes zu berauben; dass dieser Missbrauch endlich dem österreichischen Volke auch seine geistigen und kulturellen Hilfsquellen verkümmert hat, indem er die unermesslichen Kunst- und Kulturschätze des Landes, welche selbst der harte Friede von Saint-Germain durch ein 20jähriges Verbot vor jeder Veräußerung geschützt hat, der Verschleppung außer Landes preisgegeben hat,

- und endlich angesichts der Tatsache, dass die nationalsozialistische Reichsregierung Adolf Hitlers kraft dieser völligen politischen, wirtschaftlichen und kulturellen Annexion des Landes das macht- und willenlos gemachte Volk Österreichs in einen sinn- und aussichtslosen Eroberungskrieg geführt hat, den kein Österreicher jemals gewollt hat, jemals vorauszusehen oder gutzuheißen instand gesetzt war, zur Bekriegung von Völkern, gegen die kein wahrer Österreicher jemals Gefühle der Feindschaft oder des Hasses gehegt hat, in einen Eroberungskrieg, der von den Eisfeldern des hohen Nordens bis zu den Sandwüsten Afrikas, von der stürmischen Küste des Atlantiks bis zu den Felsen des Kaukasus viele Hunderttausende der Söhne unseres Landes, beinahe die ganze Jugend- und Manneskraft unseres Volkes, bedenkenlos hingeopfert hat, um zum Schlusse noch unsere heimatlichen Berge als letzte Zuflucht gescheiterter Katastrophenpolitiker zu benützen und kriegerischer Zerstörung und Verwüstung preiszugeben,

- angesichts dieser Tatsachen und im Hinblick darauf, dass durch die drei Weltmächte in wiederholten feierlichen Deklarationen, insbesondere in der Deklaration der Krimkonferenz und in der Konferenz der Außenminister Hull, Eden und Molotow zu Moskau Oktober 1943 festgelegt worden ist: „Die Regierungen Großbritanniens, der Sowjetunion und der Vereinigten Staaten von Amerika kamen überein, daß Österreich, das erste freie Land, das der Hitlerschen Aggression zum Opfer gefallen ist, von der deutschen Herrschaft befreit werden muß. Sie betrachten den Anschluß, der Österreich am 15. März 1938 von Deutschland aufgezwungen worden ist, als null und nichtig. Sie geben ihrem Wunsche Ausdruck, ein freies und wiederhergestelltes Österreich zu sehen und dadurch dem österreichischen Volke selbst, ebenso wie anderen benachbarten Staaten, vor denen ähnliche Probleme stehen werden, die Möglichkeit zu geben, diejenige politische und wirtschaftliche Sicherheit zu finden, die die einzige Grundlage eines dauerhaften Friedens ist.“

- Angesichts der angeführten Tatsachen und im Hinblick auf die feierlichen Erklärungen der drei Weltmächte, denen sich inzwischen beinahe alle Regierungen des Abendlandes angeschlossen haben, erlassen die unterzeichneten Vertreter aller antifaschistischen Parteien Österreichs ausnahmslos die nachstehende Unabhängigkeitserklärung.

### Unabhängigkeitserklärung
- Art. I: Die demokratische Republik Österreich ist wiederhergestellt und im Geiste der Verfassung von 1920 einzurichten.
- Art. II: Der im Jahre 1938 dem österreichischen Volke aufgezwungene Anschluss ist null und nichtig.
- Art. III: Zur Durchführung dieser Erklärung wird unter Teilnahme aller antifaschistischen Parteirichtungen eine Provisorische Staatsregierung eingesetzt und vorbehaltlich der Rechte der besetzenden Mächte mit der vollen Gesetzgebungs- und Vollzugsgewalt betraut. (Anm.: Die Einsetzung erfolgte am gleichen Tag.)
- Art. IV: Vom Tage der Kundmachung dieser Unabhängigkeitserklärung (Anm.: 1. Mai 1945) sind alle von Österreichern dem Deutschen Reiche und seiner Führung geleisteten militärischen, dienstlichen oder persönlichen Gelöbnisse nichtig und unverbindlich.
- Art. V: Von diesem Tage an stehen alle Österreicher wieder im staatsbürgerlichen Pflicht- und Treueverhältnis zur Republik Österreich.

- In pflichtgemäßer Erwägung des Nachsatzes der erwähnten Moskauer Konferenz, der lautet: „Jedoch wird Österreich darauf aufmerksam gemacht, dass es für die Beteiligung am Kriege auf seiten Hitlerdeutschlands Verantwortung trägt, der es nicht entgehen kann, und dass bei der endgültigen Regelung unvermeidlich sein eigener Beitrag zu seiner Befreiung berücksichtigt werden wird.“, wird die einzusetzende Staatsregierung ohne Verzug die Maßregeln ergreifen, um jeden ihr möglichen Beitrag zu seiner Befreiung zu leisten, sieht sich jedoch genötigt, festzustellen, dass dieser Beitrag angesichts der Entkräftung unseres Volkes und Entgüterung unseres Landes zu ihrem Bedauern nur bescheiden sein kann.

Wien, den 27. April 1945.
Urkund dessen die eigenhändigen Unterschriften der Vorstände der politischen Parteien Österreichs:
Für den Vorstand der österreichischen Sozialdemokratie, nunmehr Sozialistische Partei Österreichs (Sozialdemokraten und Revolutionäre Sozialisten):
Dr. Karl Renner m. p. [= Manu propria]
Dr. Adolf Schärf m. p.
Für den Vorstand der Christlichsozialen Volkspartei bzw. nunmehr Österreichische Volkspartei:
Leopold Kunschak m. p.
Für die Kommunistische Partei Österreichs:
Johann Koplenig m. p.

## Unterzeichner der Unabhängigkeitserklärung
Die Unterzeichner bildeten den Politischen Kabinettsrat der Provisorischen Staatsregierung, bestehend aus dem Staatskanzler und je einem politischen Staatssekretär [= Minister] von ÖVP, SPÖ und KPÖ.

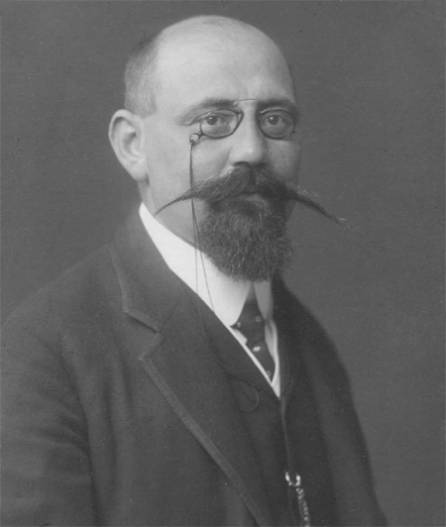
Karl Renner, SPÖ (Foto von 1905)
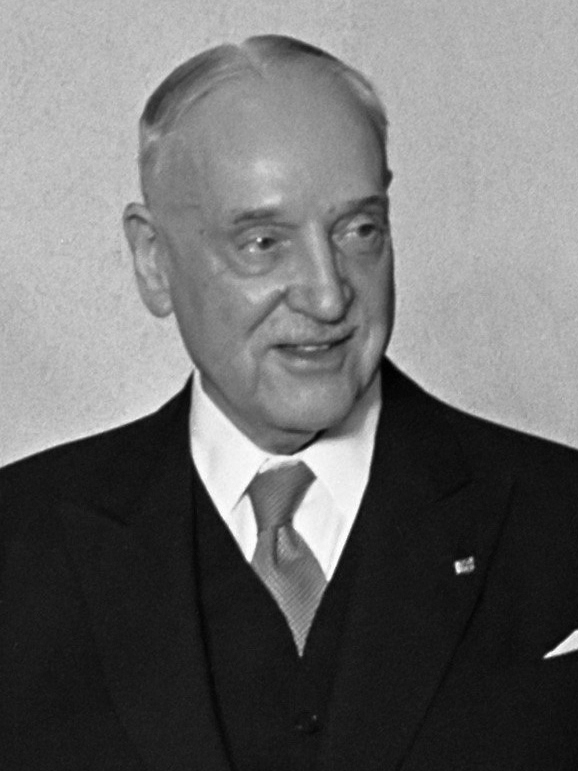
Adolf Schärf, SPÖ (Foto von 1961)
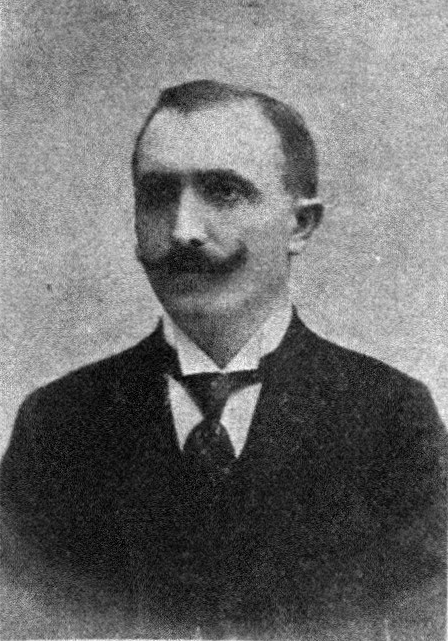
Leopold Kunschak, ÖVP (Foto von 1907)
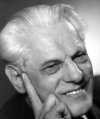
Johann Koplenig, KPÖ (Foto von 1963)

Renner wurde noch im gleichen Jahr zum ersten Bundespräsidenten der Zweiten Republik gewählt. Schärf war zwölf Jahre lang Vizekanzler, bevor er 1957 ebenfalls zum Bundespräsidenten gewählt wurde. Kunschak wurde zum Präsidenten des Nationalrats gewählt und blieb dies bis zu seinem Tod 1953. Koplenig war bis 1959, als die KPÖ aus dem Nationalrat ausschied, Nationalratsabgeordneter.

## Folgen
Die Unabhängigkeitserklärung stellte die Republik Österreich wieder her. Die wiederhergestellte Republik wurde in Folge zunehmend als Zweite Republik bezeichnet. Durch die Proklamation wurde der Prozess der Wiederherstellung in Gang gesetzt. Dieser Prozess fand seine Schlussentscheidung im Österreichischen Staatsvertrag vom 15. Mai 1955, basierend auf der Einigung im Moskauer Memorandum vom 15. April 1955, als Reaktion auf die Pariser Verträge und als Vorarbeit zur Gründung des Warschauer Pakts. Das Ende des Prozesses der Wiederherstellung der Republik und damit die Erfüllung der Unabhängigkeitserklärung und in Folge des Staatsvertrags, war der Abzug der Alliierten am 25. Oktober und die dafür vereinbarte Beschließung der Österreichischen Neutralität am 26. Oktober (dem heutigen österreichischen Nationalfeiertag).

## Wissenswertes
Bei der Wiedererrichtung der Republik Österreich wurden, wie bei der Staatsgründung 1918, vorerst mit dem Wort Staat beginnende Begriffe verwendet (Staatskanzler, Staatssekretär [= Minister], Unterstaatssekretär [= Staatssekretär], Staatsamt [= Ministerium], Provisorische Staatsregierung usw.). Dementsprechend wurde die Gesetzesverlautbarung vorerst noch wie früher Staatsgesetzblatt (StGBl.) und erst später als Bundesgesetzblatt für die Republik Österreich (BGBl.), je Ausgabe als Stück bezeichnet. Stück 1 der Zweiten Republik im Jahrgang 1945 wurde am 1. Mai 1945 publiziert: In diesem wurde als Nr. 1 die Unabhängigkeitserklärung der fortlaufend nummerierten Gesetze verlautbart. Daran anschließend folgte als Nr. 2 die Kundmachung über die Einsetzung einer provisorischen Staatsregierung und deren Ressortverteilung und Ministerliste, sowie als Nr. 3 die erste Regierungserklärung, ausdrücklich gerichtet an die „Männer und Frauen von Österreich!“
Im Gedenken an die Unabhängigkeitserklärung wurde am 25. Oktober 1966 im Wiener Schweizergarten das Staatsgründungsdenkmal errichtet. Auf dem Boden vor dem Denkmal befinden sich Schriftpulte aus Stein und Beton, die den Text der Unabhängigkeitserklärung aufweisen. Auszüge der Unabhängigkeitserklärung sowie die Namen ihrer Unterzeichner sind auf dem „Stein der Republik“, einem Teil des 1988 in Wien errichteten Mahnmals gegen Krieg und Faschismus, eingemeißelt.